# Fazal Haq Chaliqyar
Fazal Haq Chaliqyar (paschtunisch فضل حق خالقيار; * 1934 in Afghanistan; † 16. Juli 2004 in den Niederlanden) war ein afghanischer Politiker.

## Politisches Leben
Im März 1973 war er stellvertretender Finanzminister.
Er war vom 8. Mai 1990 an Ministerpräsident unter der Regierung Mohammed Nadschibullāh der Republik Afghanistan, als er Sultan Ali Keschtmand, der zwei Tage zuvor zum Vizepräsidenten ernannt worden war, ablöste. Er war auch Minister für Finanzen. Am 8. Oktober 1991 kündigte er Friedensgespräche zwischen der Regierung und den Mudschaheddin an, die jedoch seitens der Rebellen abgelehnt wurden. 

Am 11. Dezember 1990 eröffnete Präsident Nadschibullāh eine Nationale Kommission unter der Leitung von Ministerpräsident Fazal Haq Chaliqyar. Da die das Regime unterstützende UdSSR 1991 zusammenbrach, konnte sich Najibullah nicht mehr halten und am 18. April 1992 eroberten die Truppen von Achmed Schah Massud und Abdul Raschid Dostum die Hauptstadt Kabul. Am 25. April 1992 fand die Amtsübergabe an eine Übergangsregierung der Mudschahedin statt. Chaliqyar ging ins Exil. Am 6. Juli 1992 wurde Abdul Sabur Farid Kuhestani sein Nachfolger.
Am 16. Juli 2004 starb er in den Niederlanden im Alter von 70 Jahren.